# نوفايا زيمليا
نوفايا زيمليا أو نوفايا زمليا (بالروسية:Но́вая Земля) وتعني الأرض الجديدة، هو أرخبيل في المحيط المتجمد الشمالي في شمال روسيا وأقصى شمال شرق أوروبا عند رأس زهيلانيا (Cape Zhelaniya).

## المناخ
يظهر الجدول التالي التغييرات المناخية على مدار السنة لنوفايا زيمليا:
| البيانات المناخية لـنوفايا زيمليا | البيانات المناخية لـنوفايا زيمليا | البيانات المناخية لـنوفايا زيمليا | البيانات المناخية لـنوفايا زيمليا | البيانات المناخية لـنوفايا زيمليا | البيانات المناخية لـنوفايا زيمليا | البيانات المناخية لـنوفايا زيمليا | البيانات المناخية لـنوفايا زيمليا | البيانات المناخية لـنوفايا زيمليا | البيانات المناخية لـنوفايا زيمليا | البيانات المناخية لـنوفايا زيمليا | البيانات المناخية لـنوفايا زيمليا | البيانات المناخية لـنوفايا زيمليا | البيانات المناخية لـنوفايا زيمليا |
| الشهر                             | يناير                             | فبراير                            | مارس                              | أبريل                             | مايو                              | يونيو                             | يوليو                             | أغسطس                             | سبتمبر                            | أكتوبر                            | نوفمبر                            | ديسمبر                            | المعدل السنوي                     |
| --------------------------------- | --------------------------------- | --------------------------------- | --------------------------------- | --------------------------------- | --------------------------------- | --------------------------------- | --------------------------------- | --------------------------------- | --------------------------------- | --------------------------------- | --------------------------------- | --------------------------------- | --------------------------------- |
| الدرجة القصوى °م (°ف)             | 2.6 (36.7)                        | 1.7 (35.1)                        | 2.0 (35.6)                        | 7.8 (46.0)                        | 17.6 (63.7)                       | 22.2 (72.0)                       | 28.3 (82.9)                       | 23.8 (74.8)                       | 16.5 (61.7)                       | 9.7 (49.5)                        | 4.5 (40.1)                        | 2.5 (36.5)                        | 28.3 (82.9)                       |
| متوسط درجة الحرارة الكبرى °م (°ف) | −10.9 (12.4)                      | −11.5 (11.3)                      | −9.1 (15.6)                       | −6.7 (19.9)                       | −1.4 (29.5)                       | 4.9 (40.8)                        | 10.3 (50.5)                       | 9.0 (48.2)                        | 5.5 (41.9)                        | −0.1 (31.8)                       | −4.8 (23.4)                       | −8.1 (17.4)                       | −1.9 (28.6)                       |
| المتوسط اليومي °م (°ف)            | −14.1 (6.6)                       | −14.7 (5.5)                       | −12.2 (10.0)                      | −9.9 (14.2)                       | −3.7 (25.3)                       | 2.5 (36.5)                        | 7.3 (45.1)                        | 6.8 (44.2)                        | 3.7 (38.7)                        | −1.8 (28.8)                       | −7.1 (19.2)                       | −11.1 (12.0)                      | −4.5 (23.9)                       |
| متوسط درجة الحرارة الصغرى °م (°ف) | −17.3 (0.9)                       | −17.9 (−0.2)                      | −15.2 (4.6)                       | −13.0 (8.6)                       | −5.8 (21.6)                       | 0.7 (33.3)                        | 5.1 (41.2)                        | 4.9 (40.8)                        | 2.1 (35.8)                        | −4.0 (24.8)                       | −9.9 (14.2)                       | −14.1 (6.6)                       | −7.0 (19.4)                       |
| أدنى درجة حرارة °م (°ف)           | −36.0 (−32.8)                     | −37.4 (−35.3)                     | −40.0 (−40.0)                     | −29.9 (−21.8)                     | −25.9 (−14.6)                     | −9.6 (14.7)                       | −2.8 (27.0)                       | −1.7 (28.9)                       | −9.9 (14.2)                       | −21.1 (−6.0)                      | −29.1 (−20.4)                     | −36.2 (−33.2)                     | −40.0 (−40.0)                     |
| الهطول مم (إنش)                   | 30 (1.2)                          | 26 (1.0)                          | 24 (0.9)                          | 20 (0.8)                          | 15 (0.6)                          | 23 (0.9)                          | 36 (1.4)                          | 31 (1.2)                          | 39 (1.5)                          | 35 (1.4)                          | 24 (0.9)                          | 33 (1.3)                          | 336 (13.2)                        |
| متوسط الأيام الممطرة              | 1                                 | 1                                 | 1                                 | 1                                 | 3                                 | 10                                | 15                                | 17                                | 19                                | 9                                 | 3                                 | 2                                 | 82                                |
| متوسط الأيام المثلجة              | 18                                | 18                                | 19                                | 17                                | 17                                | 10                                | 1                                 | 1                                 | 6                                 | 17                                | 19                                | 20                                | 163                               |
| متوسط الرطوبة النسبية (%)         | 78                                | 77                                | 77                                | 76                                | 78                                | 81                                | 83                                | 83                                | 85                                | 82                                | 79                                | 78                                | 80                                |
| ساعات سطوع الشمس الشهرية          | 0                                 | 25                                | 107                               | 215                               | 189                               | 173                               | 229                               | 143                               | 73                                | 40                                | 3                                 | 0                                 | 1٬197                             |
| المصدر #1: Pogoda.ru.net          |                                   |                                   |                                   |                                   |                                   |                                   |                                   |                                   |                                   |                                   |                                   |                                   |                                   |
| المصدر #2: NOAA (sun 1961–1990)   |                                   |                                   |                                   |                                   |                                   |                                   |                                   |                                   |                                   |                                   |                                   |                                   |                                   |

## أعلام
- ويليام بارنتز